# مجموعة أماديوس لتقنية المعلومات
مجموعة أماديوس لتقنية المعلومات (Amadeus IT Group, S.A.)، (/ˌæməˈdeɪəs aɪ ˈtiː/) هي مزود إسباني رئيسي لتقنية المعلومات لصناعة السفر والسياحة العالمية.

## ملف الشركة
يتمحور هيكل الشركة حول مجالين: نظام التوزيع العالمي وأعمال تقنية المعلومات. توفر أماديوس خدمات البحث والتسعير والحجز وإصدار التذاكر وغيرها من خدمات المعالجة في الوقت الفعلي لمقدمي خدمات السفر ووكالات السفر من خلال منطقة توزيع أماديوس سي آر إس الخاصة بها. كما تقدم برامج كمبيوتر تعمل على أتمتة العمليات مثل الحجوزات وبرامج إدارة المخزون وأنظمة التحكم في المغادرة. إنها تخدم العملاء بما في ذلك شركات الطيران والفنادق ومنظمي الرحلات السياحية وشركات التأمين وشركات تأجير السيارات والسكك الحديدية وخطوط العبارات والرحلات البحرية ووكالات السفر والمسافرين الأفراد مباشرة.
عالجت أماديوس 945 مليون معاملة سفر قابلة للفوترة في عام 2011.
الشركة الأم لمجموعة مجموعة أماديوس لتقنية المعلومات، التي تمتلك أكثر من 99.7٪ من الشركة، هي «أماديوس آي تي القابضة» (Amadeus IT Holding SA) وقد تم إدراجها في البورصات الإسبانية في 29 أبريل 2010.
أماديوس لديها مواقع مركزية في مدريد، إسبانيا (مقر الشركة والتسويق)، صوفيا أنتيبوليس، فرنسا (تطوير المنتجات)، لندن، المملكة المتحدة (تطوير المنتج)، بريدا، هولندا (التطوير)، إردينغ، ألمانيا (مركز البيانات) وبنغالور، الهند (تطوير المنتج) وكذلك المكاتب الإقليمية في بوسطن وبانكوك وبوينس آيريس ودبي وميامي واسطنبول وسنغافورة وسيدني. على مستوى السوق، تحافظ أماديوس على عمليات العملاء من خلال 173 منظمة أماديوس التجارية المحلية (ACOs) تغطي 195 دولة. توظف مجموعة أماديوس 14200 موظف في جميع أنحاء العالم، وهي مدرجة في قائمة فوربس «لأكبر الشركات العامة في العالم» تحت رقم 985.

## تاريخ
تم إنشاء أماديوس في الأصل كنظام توزيع عالمي محايد (GDS) من قبل الخطوط الفرنسية وأيبيريا ولوفتهانزا وساس في عام 1987 من أجل ربط محتوى مقدمي الخدمة مع وكالات السفر والمستهلكين في الوقت الفعلي. كان الهدف من إنشاء أماديوس تقديم بديل أوروبي لـ سابر، وهو نظام توزيع عالمي أمريكي. تم بناء نظام أماديوس الأول من كود نظام الحجز الأساسي القادم من «سيستم ون» (System One)، وهو نظام توزيع أمريكي تنافس مع سابر لكنه أفلس، ونسخة من محرك تسعير الخطوط الفرنسية. كانت هذه الأنظمة تعمل على التوالي تحت آي بي إم TPF ويونيسيس. في البداية، كانت الأنظمة مخصصة لحجز شركات الطيران وتركزت على سجل اسم المسافر (PNR)، ملف سفر الراكب. تدريجيًا، تم فتح سجل معلومات المسافر (PNR) أمام صناعات سفر إضافية (الفنادق، والسكك الحديدية، والسيارات، والرحلات البحرية، والعبّارات، والتأمين، إلخ.).
في البداية كانت شراكة خاصة، تم طرح أماديوس للاكتتاب العام في أكتوبر 1999، لتصبح مدرجة في بورصات باريس وفرانكفورت ومدريد. قامت الشركة بتنويع عملياتها باستخدام تقنيات المعلومات (IT) لتقديم خدمات تتجاوز وظائف المبيعات والحجز، والتي تركز على تبسيط متطلبات التشغيل والتوزيع لقاعدة عملائها.
منذ عام 2004، استثمرت الشركة مليار يورو في البحث والتطوير مع تقنيتها التي تستخدم بشكل متزايد الأنظمة المفتوحة التي توفر للعملاء مزيدًا من المرونة والميزات. اعتبارًا من 2010 ، 85٪ من مجموعة برمجياتها كانت تعتمد على نظام مفتوح وتتوقع بحلول نهاية عام 2016 أن تكون قد انتقلت بالكامل بعيدًا عن برامج TPF القائمة على الحاسوب الرئيسي.
في عام 2005، تم شطب أماديوس من بورصات باريس وفرانكفورت ومدريد عندما اشترت شركة (BC Partners) وسينفين حصتها من ثلاث من شركات الطيران الأربع المؤسسة، وتم طرح باقي رأس المال من المساهمين المؤسسيين والأقلية. انعكس التحول من نظام التوزيع إلى مزود التقنية من خلال تغيير اسم الشركة إلى مجموعة أماديوس لتقنية المعلومات في عام 2006. في عام 2009، استثمرت أماديوس حوالي 257 مليون يورو في البحث والتطوير. تم إدراج أماديوس في البورصات الإسبانية في 29 أبريل 2010.
استحوذت أماديوس على:
- 2000: (Vacation.com)، أكبر شبكة تسويق أمريكية للسفر الترفيهي[21][22]
- 2001: شركة (E-Travel، Inc.)، مورد منتجات التقنية المستضافة لسفر الشركات[23]
- 2002: (SMART AB)، شركة توزيع أسفار في شمال أوروبا[24]
- 2003: شركة Airline Automation (AAI)، وهي شركة روبوتية لمعالجة سجلات أسماء الركاب[25] في عام 2006، تم تغيير اسمها إلى Amadeus Revenue Integrity.[26]
- 2004-2008: موقع السفر الأوروبي Opodo الذي بيعه في فبراير 2011 مقابل 450 مليون يورو[27][28]
- 2005: Optims، شركة برمجيات فندقية أوروبية[29]
- 2006: TravelTainment، مقدم محتوى ترفيهي[30]
- 2008: Onerail، مورد برامج تقنية معلومات السكك الحديدية[29]
- 2013: Travel Audience GmbH، شركة إعلانات عبر الإنترنت[31]
- 2014: Newmarket International، مزود تقنية المعلومات للفنادق[32]
- 2014: UFIS، مزود تقنية المعلومات بالمطارات[33]
- 2014: i: منظمة الأغذية والزراعة، نظام برامجيات لشراء تذاكر السفر[34]
- 2015: iTesso، مزود نظام إدارة الممتلكات للفنادق [35]
- 2015: برنامج AirIT وإدارة الممتلكات والإيرادات للمطارات[36]
- 2017: Navitaire، مزود للسكك الحديدية والخطوط الجوية منخفضة التكلفة[37]
- 2017: Pyton، مورد محرك الحجز عبر الإنترنت[38]
- 2018: TravelClick، مقدم خدمات سحابية لصناعة الفنادق، بمبلغ 1.52 مليار دولار[39]
- 2022: Kambr، مزود حلول إدارة إيرادات شركات الطيران[40]

في سبتمبر 2014، باعت الخطوط الجوية الفرنسية حصة 3٪ في الشركة مقابل 438 مليون دولار. في نوفمبر 2017، استثمرت أماديوس في شركة AVUXI لتقنية رسم الخرائط العالمية.

## مركز البيانات
تمتلك أماديوس مركز بيانات خاص بها في إردينغ، ألمانيا، ومركزان للعمليات الإستراتيجية في ميامي وسيدني ومراكز كفاءة محلية في ألمانيا وتايلاند والهند وبولندا وكولومبيا وأوكرانيا والمملكة المتحدة.

### اكتشف الضعف
في 15 كانون الثاني (يناير) 2019، اكتشف المخترق والناشط نعوم روتم ثغرة أمنية كبيرة تؤثر على ما يقرب من نصف جميع شركات الطيران في جميع أنحاء العالم أثناء حجز رحلة طيران مع شركة الطيران الوطنية الإسرائيلية إل عال، واجه خرقًا أمنيًا كبيرًا يسمح لأي شخص بالوصول إلى المعلومات الخاصة وتغييرها. على حجوزات الطيران. ثم تم اكتشاف الخرق نفسه ليشمل 44٪ من سوق شركات النقل الدولية، مما قد يؤثر على عشرات الملايين من المسافرين.

## عمليات

### توزيع
أماديوس سي آر إس هي أكبر مزود لنظام التوزيع العالمي في صناعة السفر والسياحة على مستوى العالم، بحصة سوقية تقدر بـ 37٪ في عام 2009. اعتبارًا من ديسمبر 2010، تستخدم أكثر من 90,000 وكالة سفر في جميع أنحاء العالم نظام أماديوس 58,000 مكتب مبيعات خطوط جوية كنظام للمبيعات والحجوزات الداخلية الخاصة بهم. تتيح أماديوس الوصول إلى المحتوى القابل للحجز من 435 شركة طيران (بما في ذلك 60 شركة طيران منخفضة التكلفة)، و 29 شركة لتأجير السيارات (تمثل 36,000 موقع لتأجير السيارات)، و 51 خطًا للرحلات البحرية ومشغلي العبارات، و 280 سلسلة فندقية و 87,000 فندقًا، و 200 منظم رحلات، و 103 قطار. مشغلين و 116 شركة تأمين سفر.

### تقنية المعلومات
نظام إدارة العملاء Amadeus Altéa (CMS) هو مجموعة برمجيات لمبيعات وحجوزات شركات الطيران، وإدارة المخزون وأنظمة التحكم في المغادرة. باستخدامه، تقوم شركات الطيران بتعهيد عمليات تقنية المعلومات الخاصة بها إلى منصة مجتمعية تسمح لها بمشاركة المعلومات مع كل من تحالف شركات الطيران وشركاء اتفاقية الرمز المشترك.
وهو يتألف من أربع وحدات رئيسية: حجز Altéa، وجرد Altéa، ومراقبة مغادرة Altéa، ؛ و Altéa e-commerce.
في عام 2009، صعد 238 مليون مسافر بواسطة شركات الطيران التي تستخدم النظام. وهي تقوم بتطوير أنظمة مماثلة لشركات السكك الحديدية وسلاسل الفنادق ومشغلي المطارات وشركات المناولة الأرضية للطائرات.

### المساهمة في مشاريع مفتوحة المصدر
وفقًا لتحقيق في مايو 2015، ساهم أماديوس في مشروع برنامج دوكر مفتوح المصدر.

## نموذج العمل وخطوط الأعمال الأخرى
نموذج الأعمال الخاص بـ أماديوس هو رسم الحجز أو المعاملة، مما يعني أنه يتم تحصيل رسوم لكل حجز صافي مؤكد تم إجراؤه في أماديوس سي آر إس. 
في أواخر التسعينيات، تم إنشاء قسم أعمال متخصص في التجارة الإلكترونية. 
في عام 2000، مُنحت أماديوس تطوير تطبيقين تشغيليين جديدين لشركة الخطوط الجوية البريطانية وكانتاس: إدارة المخزون وأنظمة التحكم في المغادرة. كانت هذه المنتجات خارج مجال الخبرة الأساسية لشركة أماديوس وتم بناؤها بخبرة شركات الطيران.
في مارس 2015، أعلنت أماديوس أن بلاكلاين، وهي خدمة سائق محترف مقرها برلين ومتاحة في جميع أنحاء العالم، ستصبح أول مزود خدمة سيارات أجرة ونقل متكامل تمامًا.

## روابط خارجية
- الموقع الرسمي
- Amadeus Hospitality Website